# Magdalene asylum
Magdalene asylum là các cơ quan được tổ chức từ 18 đến cuối thế kỷ 20 bề ngoài là để dành cho những người "phụ nữ sa ngã", một thuật ngữ được sử dụng để bao hàm hành vi tình dục bừa bãi của phụ nữ. Asylum cho các cô gái và phụ nữ và những người khác được cho là có đạo đức kém, chẳng hạn như gái mại dâm, hoạt động trên khắp châu Âu, Anh, Ireland, Canada và Hoa Kỳ suốt thế kỷ 19 và cũng vào thế kỷ 20. Asylum đầu tiên như thế ở Ireland mở ở phố Leeson ở Dublin năm 1765, được thành lập bởi Lady Arabella Denny.
Ở Belfast, Giáo hội Ireland quản lý Asylum Ulster Magdalene được thành lập vào năm 1839 ở đèo Donegall, trong khi các tổ chức song song được điều hành bởi người Công giáo tọa lạc trên đường Ormeau Road và bởi các tín đồ Giáo hội Trưởng lão trên phố Whitehall.
Ban đầu, nhiệm vụ của các asylum này là để phục hồi phụ nữ trở lại vào xã hội, nhưng đầu thế kỷ 20, các viện này trở thành nơi trừng phạt và giống như nhà tù. Trong hầu hết các asylum, các tù nhân bị bắt lao động nặng, bao gồm cả giặt là và làm thêu thùa. Họ phải chịu đựng một chế độ hàng ngày bao gồm thời gian dài của lời cầu nguyện và sự im lặng bắt buộc.
Tại Ireland, asylum được biết đến với tên gọi tiệm giặt là Magdalene. Ước tính có đến 30.000 phụ nữ trải qua các tổ chức như vậy ở Ireland. Magdalene asylum cuối cùng, ở Waterford tại Cộng hòa Ireland, đóng cửa vào ngày 25 tháng 9 năm 1996.

## Công bố kết quả điều tra, 2013
Ngày 5 tháng 2 năm 2013, kết quả một cuộc điều tra được công bố cho thấy, chính quyền Ireland có thời đã từng giám sát các xưởng lao động này và hằng ngàn phụ nữ và thiếu nữ nơi đây bị cưỡng bách làm việc nhưng không được trả lương.
Một hội đồng gồm nhiều chuyên gia, khi điều tra về xưởng giặt ủi Sisters of Our Lady of Charity Magdalene, ở Dublin, vốn hoạt động từ năm 1922 đến 1996 thì đóng cửa, nhận thấy khoảng một phần tư của hơn 10.000 nữ nhân công ở đây do chính phủ gửi đến. Họ bị ép đến làm việc tại đây để phạt tội trốn học hoặc có cuộc sống vô gia cư. Ireland đánh giá các phụ nữ này như "những người đàn bà sa ngã," ám chỉ phụ nữ làm gái mại dâm nhưng thật ra họ chỉ là những người mẹ không có hôn thú hoặc có khi là con gái của họ.
Báo cáo còn khám phá thấy rằng 15% sống tại đây trên năm năm, ai trốn đi thường bị cảnh sát bắt và đem trả về. Họ phải nai lưng làm việc giặt ủi 12 giờ mỗi ngày.
Kết quả khám phá công bố mở đường cho việc chính phủ phải lên tiếng xin lỗi, đồng thời bồi thường thiệt hại cho những người còn sống sót. Tuy nhiên Thủ tướng Enda Kenny không tỏ lời xin lỗi chính thức nào, không những thế còn bác bỏ lời cáo buộc, rằng tình trạng làm việc tại xưởng giặt như ở nhà tù hoặc chế độ nô lệ.